# Мартен дю Тирак де Марселлю, Лодоис
Лодоис де Мартен дю Тирак де Марселлю (фр. Lodoïs de Martin du Tyrac de Marcellus, настоящее имя Мари-Луи Жан Андре Шарль де Мартен дю Тирак де Марселлю, фр. Marie-Louis Jean André Charles de Martin du Tyrac de Marcellus; 19 января 1795, Марселлю — 28 апреля 1861, Париж) — французский аристократ и дипломат. Сын Мари-Луи Огюста де Мартена дю Тирак де Марселлю, в дальнейшем депутата-ультрароялиста и пэра Франции.
В 1815—1820 гг. секретарь французского посольства в Константинополе. На этом посту в 1820 году добился приобретения обнаруженной Венеры Милосской для французского посла Шарля Франсуа Ривьера, который отправил статую во Францию в дар королю Людовику XVIII.
В 1821—1822 гг. секретарь посольства в Лондоне. В 1824 году посол Франции в Испании, в 1826—1829 гг. — в Герцогстве Лукка. В 1829 году возглавивший правительство Франции граф Полиньяк, оставивший за собой портфель министра иностранных дел, предложил де Мартену пост статс-секретаря по иностранным делам (заместителя министра), однако де Мартен отказался. После Июльской революции 1830 года вёл исключительно частную жизнь.
Был женат на Валентине де Форбен, дочери художника и директора Луврского музея Огюста де Форбена. Детей у них не было.
Карандашный портрет де Мартена был написан в 1825 году Домиником Энгром, по нему была выполнена гравюра Пальмиры Гранже.